# Кравцов, Тарас Сергеевич
Тара́с Серге́евич Кравцо́в (укр. Тарас Сергійович Кравцов; 22 октября 1922, Харьков — 2 сентября 2013, там же) — советский и украинский музыковед, композитор, педагог; доктор искусствоведения, профессор; Заслуженный деятель искусств Украины (2003).

## Биография
В 1940 году окончил среднюю школу № 133 в Харькове и поступил на фортепианное отделение Харьковского музыкального училища.
В мае 1941 г., со второго курса училища, был призван в Красную Армию. Участник боевых действий Великой Отечественной войны; служил пехотинцем, танкистом, санитаром, связистом, старшиной музыкального взвода Полтавского танкового училища. Демобилизован в 1947 г.
В 1952 г. окончил историко-теоретический факультет Харьковской консерватории по классу теории музыки профессора М. Д. Тица.
В 1952—2013 преподавал в Харьковской консерватории / университете искусств: декан (1961—1962), доцент (с 1966), заведующий кафедрой теории музыки (1970—1986), профессор (с 1992).
С 1964 г. — член Союза композиторов СССР.
В 2004—2006 — председатель Специализированного учёного совета по защите диссертаций при Харьковском университете искусств им. И. П. Котляревского.

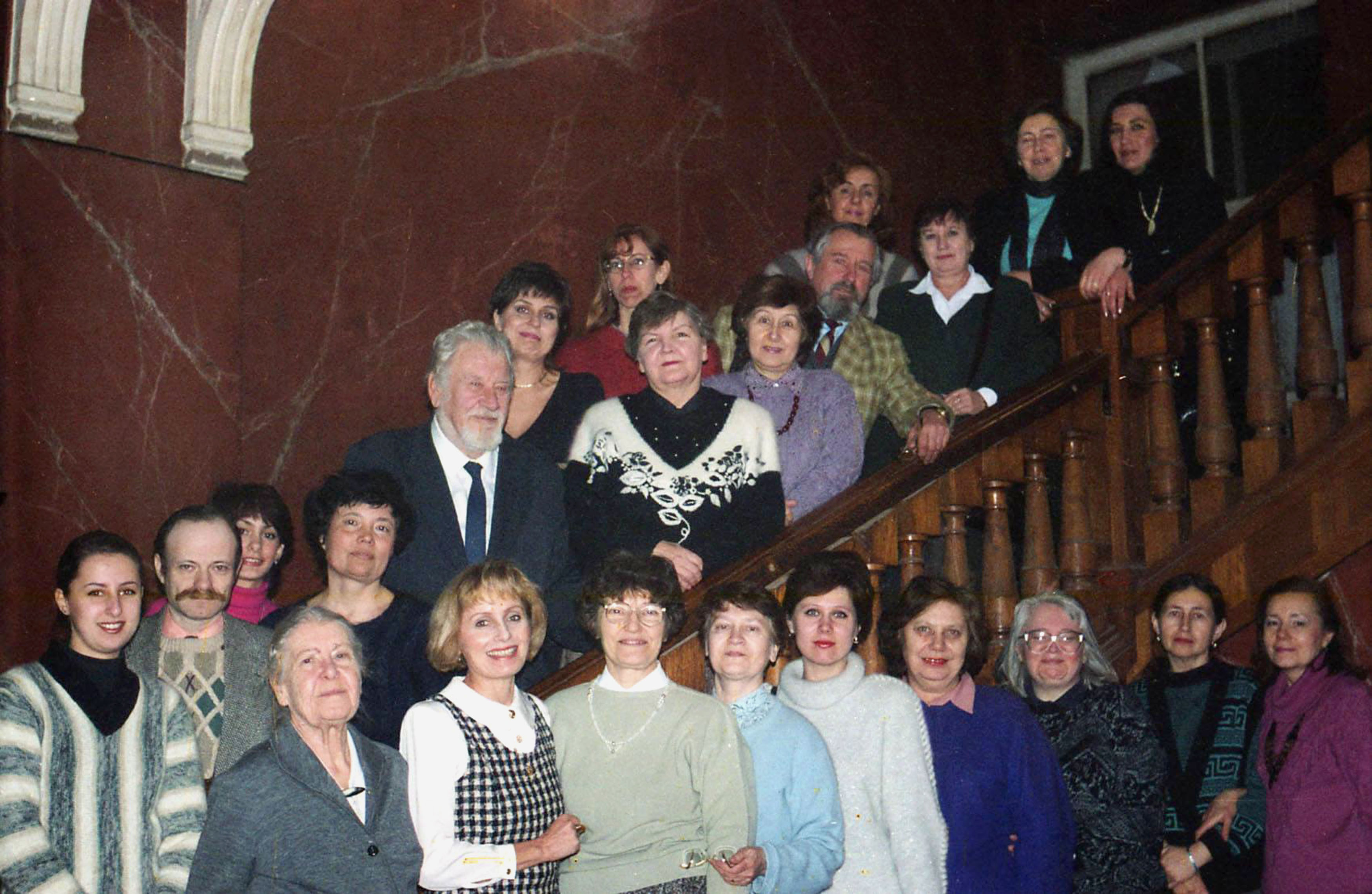
Т. Кравцов среди учеников (фото Ю.Щербинина)

Среди учеников Т. С. Кравцова: Н. Очеретовская, Г. Игнатченко, Н. Манойло, Т. Веркина, Г. Ганзбург, Н. Суржина, В. Лукашев.

## Научная деятельность
В 1963 г. защитил кандидатскую, в 1989 г. — докторскую диссертацию (тема: «Гармоническая интонация»).

### Избранные труды
- Кравцов Т. С. Гармонія в системі інтонаційних зв’язків. Монографія. — Київ, 1984.
- Кравцов Т. С. Жемчужина народно-песенного творчества // Народное творчество и этнография. — 1964. — № 4.
- Кравцов Т. С. Полифония А. Я. Штогаренко : Автореф. дис. … канд. искусствоведения. — Киев, 1964. — 16 с.
- Кравцов Т. С. Пособие по гармонии. — Киев: методкабинет Мин-ва культуры УССР, 1965.
- Кравцов Т. С. Романсы С. В. Рахманинова на стихи Т. Г. Шевченко : Опыт либреттологического анализа // С. Рахманинов: на переломе столетий. — Вып. 4. — Харьков, 2007. — С. 39-46.
- Кравцов Т. С. Связь уменьшенного лада в творчестве Штогаренко с народной песней // Народное творчество и этнография. — 1965. — № 1.
- Творчість А. Штогаренка: Зб. статей / Упорядник Т. С. Кравцов. — Київ, 1979.

## Музыкальные сочинения
для солиста, хора и симфонического оркестра
- кантата-дума «На могиле Шевченко» (сл. В. Сосюры, 1962)
- кантата-поэма «Красная зима» (сл. В. Сосюры, 1967; 2-я ред. — 1977)

для солиста и симфонического оркестра
- три пьесы-картинки (сл. М. Лермонтова, 1964)

для симфонического оркестра
- вариации на украинскую тему (1957)

для оркестр народных инструментов
- семь украинских народных песен (совместно с В. Михелисом, 1961)

для голоса и фортепиано
- цикл «Весна, и солнце, и песни» (сл. В. Сосюры, 1962)

хоры
- три романтических хора (сл. А. Пушкина, М. Горького, 1965)
- «Гремели залпы над Донцом» (сл. В. Сосюры, 1968)
- украинские народные песни (сл. нар., 1971)
- цикл «Хоровые акварели» (сл. В. Сосюры, 1974)

песни
- сборник «Песни о боевом и трудовом подвиге» (сл. Б. Блинкова и О. Журова, 1976)
- обработки народных песен.

## Награды и звания
- Орден Отечественной войны II степени.
- Заслуженный деятель искусств Украины.
- Премия имени И. И. Слатина.

## Семья
Отец — Сергей Петрович Кравцов (1901—1938, расстрелян), сын врача Петра Ивановича Кравцова (1856—1928), заслуженного деятеля науки и искусств Украины, и пианистки Варвары Аполлоновны Кравцовой, ученицы Николая Рубинштейна; доцент Харьковского университета, преподавал фотохимию, был известным фотографом.
Мать — Дарья Прокофьевна Кравцова (1899—1989).
Жена — Кира Петровна Кравцова (1924—2012), инженер-строитель, дочь харьковского хирурга-гинеколога Петра Петровича Добросельского и пианистки. Дети:
- Сергей (род. 1948) — спортсмен (велосипедный спорт), мастер спорта международного класса, неоднократный чемпион и рекордсмен СССР, двукратный вице-чемпион Мира, участник 3-х олимпиад (1968, 1972, 1976); физик (диплом ХПИ); живёт и работает в Германии;
- Марина (род. 1953; в замужестве Дмитриева) — пианистка.